# Liga de Fútbol de las Islas Åland 2009
La Liga de las Islas Åland 2009 fue la 67.ª edición de la Liga de Fútbol de las Islas Åland.

## Primera División[1]
|  |   | Equipos              | PJ | PG | PE | PP | GF | GC | Dif | Pts |
|  | - | -------------------- | -- | -- | -- | -- | -- | -- | --- | --- |
|  | 1 | IFK Mariehamn        | 3  | 3  | 0  | 0  | 16 | 2  | +14 | 9   |
|  | 2 | Sunds/IFFK           | 3  | 2  | 0  | 1  | 5  | 5  | 0   | 6   |
|  | 3 | Jomala IK            | 3  | 1  | 0  | 2  | 6  | 10 | -4  | 3   |
|  | 4 | IFK Mariehamn sub-18 | 3  | 0  | 0  | 3  | 0  | 10 | -10 | 0   |

|  | Descendido |

## Segunda División[1]
|  |   | Equipos          | PJ | PG | PE | PP | GF | GC | Dif | Pts |
|  | - | ---------------- | -- | -- | -- | -- | -- | -- | --- | --- |
|  | 1 | Hammarlands IK   | 3  | 2  | 0  | 1  | 9  | 2  | +7  | 6   |
|  | 2 | IF Fram          | 3  | 2  | 0  | 1  | 7  | 5  | +2  | 6   |
|  | 3 | Eckerö IK        | 3  | 2  | 0  | 1  | 3  | 3  | 0   | 6   |
|  | 4 | Jomala IK sub-19 | 3  | 0  | 0  | 3  | 1  | 10 | -9  | 0   |

|  | Ascendido |